# Megaselia cavifemur
Megaselia cavifemur är en tvåvingeart som beskrevs av Borgmeier 1964. Megaselia cavifemur ingår i släktet Megaselia och familjen puckelflugor. Inga underarter finns listade i Catalogue of Life.